# Сокол, Саша
Саша Сокол (исп. Sasha Sokol, полное имя Sasha Sökol Cuillery; род. 17 июня 1970 года) — мексиканская певица, актриса, телеведущая. Прославилась ещё в самом начале 1980-х годов как участница детской поп-группы Timbiriche.

## История
Стала знаменитой в очень раннем возрасте, поскольку в детстве была участницей поп-группы Timbiriche, возможно, самой значительной музыкальной группы 80-х годов в Мексике.
По состоянию на 1998 год наиболее известным в Мексике её сольным альбомом был, вероятно, 11:11, вышедший 11 ноября 1997 года на лейбле Sony Mexico. Первым синглом с него была выпущена песня «Seras El Aire».
Весной 2004 года сообщалось, что Саша Сокол недавно осела в Мадриде и подписала контракт с новообразованным лейлом звукозаписи V2 Records Spain. Её альбом Por Un Amor вышел 22 марта в Испании и Латинской Америке.
В октябре 2010 года у Саши Сокол выходит новый сольный альбом Tiempo Amarillo. В её родной Мексике он достиг 5-го места в чарте, а всего провёл в списке 15 недель.
В 2013 году вместе с двумя другими бывшими участниками Timbiriche Бенни и Эриком выпустила альбом под названием Primera Fila. Он стал вторым самым продаваемым альбомом года в Мексике, а крупнейшая мексиканская сеть по продаже дисков MixUp присудила им премию «Самый продаваемый диск года».